# Kasla Pagina Muvada
Kasla Pagina Muvada o Kasla Paginu Muvada fou un petit estat tributari protegit de l'Índia, a l'agència de Rewa Kantha, presidència de Bombai. Formava part del grup koli dels Pandu Mehwas. La superfície era de menys de 5 km² i hi havia cinc tributaris separats. Els ingressos estimats el 1881 eren de 9 lliures i se'n pagaven 6 al Gaikwar de Baroda.